# God Forgives, I Don't
God Forgives, I Don't é o quinto álbum de estúdio do rapper norte-americano Rick Ross, lançado a 30 de Julho de 2012 através da Mercury Records. O disco estreou na primeira posição da tabela musical Billboard 200 dos Estados Unidos, com 218 mil cópias vendidas segundo a Nielsen SoundScan.